# Аве-Лаллеман, Роберт Христиан Бертольд
Роберт Христиан Бертольд Аве-Лаллеман (нем. Robert Christian Barthold Avé-Lallemant, 25 июля 1812, Любек — 10 октября 1884, Любек) — немецкий врач и научный экспедитор.

## Биография
Аве-Лаллеман родился в семье музыкального педагога. Известный врач своего времени Фридрих Христиан Бенедикт Аве-Лаллеман и музыкальный критик Теодор Аве-Лаллеман были его братьями.
Получил образование в гимназии родного города Любек, параллельно получил музыкальное образование благодаря урокам своего отца. После окончания гимназии изучал медицину сначала в Берлине, затем в Гейдельберге. После окончания учебного семестра в Париже успешно закончил обучение в Киле, где получил учёную степень доктора.
В 1836 году Аве-Лаллеман поселился в Бразилии и в городе Рио-де-Жанейро занялся врачебной практикой. Впоследствии в течение нескольких лет проработал управляющим санатория для пациентов, болевших жёлтой лихорадкой. В течение семи лет был членом Главного санитарного совета Бразилии.
В 1841 году в Рио-де-Жанейро женился. В браке родилось трое детей. В 1855 году семья переехала в Любек, так как жена плохо переносила бразильский климат. Спустя семь лет жена умерла, и 11 апреля 1856 года Аве-Лаллеман женился на сестре первой жены. В браке родилось двое детей.
В Любеке Аве-Лаллеман познакомился с Александром Гумбольдтом, по рекомендации которого был принят членом в Новаррскую экспедицию в Бразилию. В Рио-де-Жанейро он покинул экспедицию и предпринял собственную научную экспедицию по всей стране.
В 1858—1859 году вернулся в Любек, где в 1859 году начал работать практикующимся врачом. В 1869 году получил приглашение на открытие Суэцкого канала. В 1871 году в возрасте 54 лет умерла вторая жена Аве-Лаллемана, но уже в следующем году он женился.
Аве-Лаллеман внёс не только значительный вклад в изучение Бразилии, но и бразильского здравоохранения.
Умер в возрасте 72 лет 10 октября 1884 года в родном городе Любек.

## Произведения
- Reise durch Süd-Brasilien im Jahre 1858, 2 Bände, 1859
- Reise durch Nord-Brasilien im Jahre 1859, 2 Bände, 1860
- Meine Reise in Egypten und Unter-Italien, Leipzig (2)1875
- Das Leben des Dr. med. Joachim Jungius 1587—1657, 1882